# Эль-Амра
Эль-Амра — небольшой, но динамично развивающийся город в Алжире, известный как своими археологическими находками, так и современными инициативами в различных сферах.

## География

### Положение
- СЗ: Даму

- С: Агбаль

- СВ: Месельмун

- В: Ариб

- ЮВ: Айн-Дефла

- Ю: Зеддин

- ЮЗ: Руина

- З: Эль-Абадиа

Местность: горная, лесная, песчаная(в самом городе)
Горы: Джебель-Цили(798м), Джебель-Мечта-Аннеб(1118м).
Горные массивы: Дахра
Государственные леса: Уэд Эль Хемис
Реки: Аркой, Эль

### Состав
Делиться на десять феркат:
1. Бени Бухлеф
2. Дерабла
3. Эль-Аннеб
4. Эль Амра(Центр региона раньше херба)
5. Louroud
6. Улед Али Аннеб
7. Улед Али Хамрани
8. Эль-Мегарсса
9. Рехахла
10. Зеядир

## История
Эль Амра начал свое развитие как древнее поселение примерно в 4-м тысячелетии до нашей эры. Археологические данные свидетельствуют о присутствии египетской культуры через глиняные сосуды, орудия труда и захоронения, которые свидетельствуют о начале сложных ритуалов и социальных структур.
В 1-м веке нашей эры его колонизировали Римляне
Во времена своего похождения 429—439 годами её разграбили вандалы.
Город пришел к исламу только к 16-му веку нашей эры.
Он стал частью владения конфедерации Браз(конфедерация)
В 1867 город стал объектом сельского хозяйства.
В 1881 году был заселен французами.
В 1887 году была открыта железнодорожная станция Херба.
В 1886 году был построен пешеходный мост через Вади Челифф.
26 июня 1889 года Указ об учреждении муниципалитета Херба(департамент Алжира, округ Милиана).
После получения независимости Алжиру(в 1963 году), во время территориальной реорганизации муниципалитетов, Херба которая была в составе департамента Орлеансвилл, была присоединена к Мехатрии (феркат Теганиут не в счет).
После поднятия вопроса на общинном народном собрании 23 июля 1975 года из-за открытия социалистической сельскохозяйственной деревни(или Эль-Карии) Херба изменила свое наименование на Эль-Амра.
В 1984 году во время новейшей территориальной реорганизации муниципалитетов Айн-Дефла стало вилайей. Эль-Амра становится частью этого вилайеи.

## Современный Эль-Амра

### Экономика
Экономика Эль Амра ориентирована на туризм, сельское хозяйство и ремесленное производство:
1. Туризм: В 2024 году интегрируются цифровые решения, развиваются экотуризм и гостеприимство. Новые отели и восстановленные исторические памятники способствуют туристическому притоку.
2. Сельское хозяйство: Современные агротехнологии и органическое земледелие способствуют увеличению продуктивности и экспорту экологически чистой продукции.
3. Ремесла: Создание «Города ремесел» поддерживает как традиционные ремесла, так и современное искусство.

### Социальная и общественная жизнь
Город стремится к инклюзивному развитию, активно развивая социальные структуры и укрепляя общественные связи:
- Здравоохранение: Современные медицинские центры и программы профилактики здоровья.

- Жилье: Доступное и экологически устойчивое жилье для жителей.

- Общественные инициативы: Платформы волонтерства и программы адаптации городской инфраструктуры для людей с ограниченными возможностями.

### Культура
Культурная жизнь Эль Амра богата и разнообразна, способствуя международному обмену:
- Мероприятия и фестивали: Городские культурные фестивали и программы поддержки креативных индустрий привлекают внимание международной аудитории.

- Художественные инициативы: Поддержка молодых художников и открытие культурных хабов.

### Технологическое развитие и устойчивость
Город инвестирует в инновации и устойчивое развитие:
- Умный город: Интеллектуальные системы управления и проекты по энергосбережению.

- Зеленая инфраструктура: Развитие парков, зелёных зон и программ по минимизации отходов.

### Международное сотрудничество
Эль Амра активно укрепляет свои международные связи:
- Партнерства: Участие в глобальных форумах и союзах городов, стимулирующих развитие устойчивых технологий и культурный обмен.

- Экономические инициативы: Поддержка иностранных предпринимателей и сотрудничество с международными организациями.